# 성인 게임
성인 게임(成人game)은 미성년자에게 구매가 금지되어 있는 컴퓨터 게임을 가리킨다. 성적인 요소뿐만 아니라, 잔인 및 잔혹성, 욕설 등이 해당될 수 있다.
일본에서는 18금 게임이라는 명칭으로도 불린다.